# FloAt’s Mobile Agent
floAt’s Mobile Agent (auch FMA) ist eine freie Software zur Verwaltung von Mobiltelefonen. Ursprünglich wurde diese Software entwickelt, da der Projektgründer mit den Funktionen des Sony Ericsson T610 in Verbindung mit dem Computer nicht zufrieden war. Deswegen begann er am 9. Januar 2003 mit der Entwicklung von FMA. Das Programm wird in Delphi geschrieben, Teile werden mit Visual Basic Script programmiert.

## Funktionen

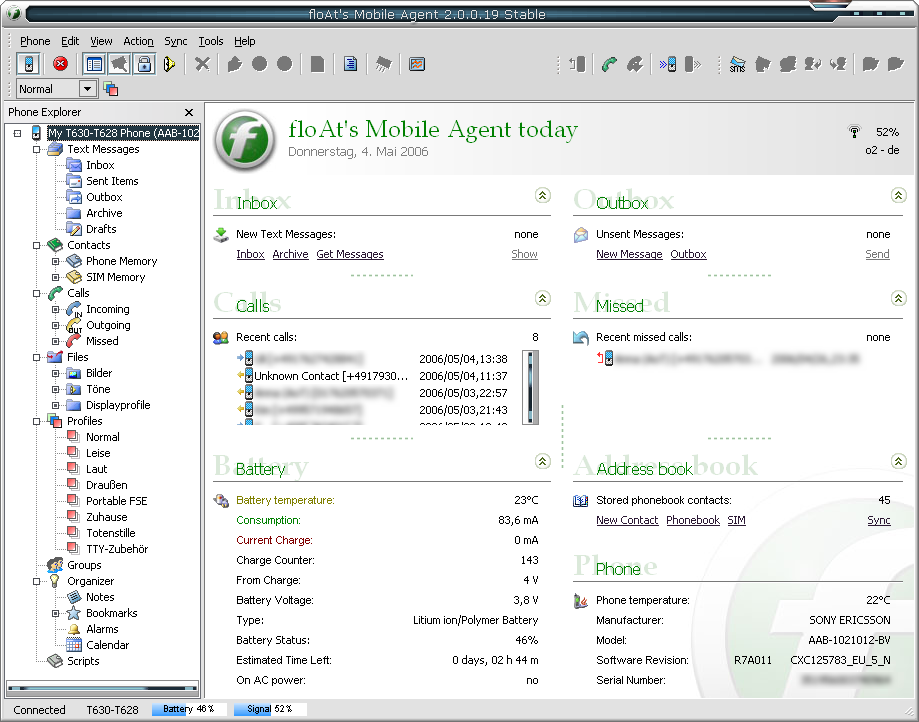
FMA Hauptfenster

FMA verbindet sich per Datenkabel, Bluetooth oder Infrarot auf das Telefon und liest anschließend bestimmte Daten vom Gerät aus. Anschließend können mit der Software die auf dem Mobiltelefon gespeicherten SMS mit dem Computer betrachtet und auf dem Computer archiviert werden sowie neue SMS versendet werden. Während die Software mit dem Mobiltelefon verbunden ist, werden auch empfangene SMS in einem neuen Fenster auf dem Computer angezeigt. So lässt sich das Telefon teilweise durch den Computer bedienen, solange es mit FMA verbunden ist.
Weiterhin lässt sich mit FMA das Adress- bzw. Telefonbuch auf dem Mobiltelefon bearbeiten und mit dem Outlook-Adressbuch abgleichen. Die Ruflisten des Telefons können mit FMA angezeigt werden. Außerdem lassen sich mit FMA die sogenannten Profile des Gerätes, sowie die Gruppen, Organizer-Funktionen wie Kalender, Notizen und die Lesezeichen bearbeiten. Dateien können mit FMA auch auf bzw. vom Gerät übertragen werden. Zusätzlich kann man mit dem Programm noch die Telefontastatur über den Computer bedienen. Durch das FMA Scripting Framework lässt sich das Telefon auch als Fernbedienung verwenden.

### FMA Scripting Framework
Das FMA Scripting Framework ist eine zusätzliche Funktion des FMA. Bei korrekter Konfiguration wird bei Verbindung zwischen FMA und Mobiltelefon auf dem Gerät ein zusätzliches Menü angezeigt, dass es ermöglicht, dieses wie eine Fernbedienung zu benutzen. So können zum Beispiel die Maus über das Mobiltelefon gesteuert werden, aber auch Programme wie PowerPoint oder WinAmp. Die Steuerung der Programme wird im VBScript programmiert, mit entsprechenden Kenntnissen kann man dieses Menü auch mit weiteren Funktionen erweitern. Die Anwendung ist jedoch nur bei Bluetooth sinnvoll, da bei den anderen Methoden (Datenkabel und Infrarot) die Entfernung vom Mobiltelefon zum Computer für eine Verbindung sehr gering sein muss.

## Unterstützte Geräte
Ursprünglich wurde die Software für das Modell T610 von Sony Ericsson entwickelt, die Software kann jedoch nahezu mit allen Sony-Ericsson-Modellen, die nach dem T610 erschienen, verwendet werden. Die Funktionen des Programms waren lange Zeit jedoch nur auf die Möglichkeiten des T610 beschränkt. Aktuelle (Beta-)Versionen verwenden jedoch auch Funktionen, die ausschließlich von neueren Mobiltelefonen unterstützt werden. Geräte anderer Hersteller werden meistens auch mit Einschränkungen unterstützt.

## Aktuelles
An der aktuellen stabilen Version 2.0 hat sich schon seit 2005 nichts geändert. Bis 2007 wurde an der Version 2.1 entwickelt, die sich im Beta-Status befindet und zum Download angeboten wird. Es erfolgten unregelmäßige, meist wöchentliche Aktualisierungen, die mit Hilfe der Update-Funktion einfach auf die bereits installierte Version übernommen werden konnten.
Die neue Version bringt hauptsächlich die Unterstützung verschiedener Sprachen. Weiterhin sollen vor allem im Bereich SMS-Kurznachrichten neue Funktionen kommen (Sortierung der Nachrichten nach Absendern, Übertragen einer SMS vom Programm zum Gerät). Zusätzlich werden Funktionen für die neueren Modelle von Sony Ericsson eingebaut, da das Programm vorher grundsätzlich nur für das T610 geschrieben wurde.